# Populus simonii
Populus simonii là một loài thực vật có hoa trong họ Liễu. Loài này được Carrière miêu tả khoa học đầu tiên năm 1867.